# Emmanuel d'Alzon

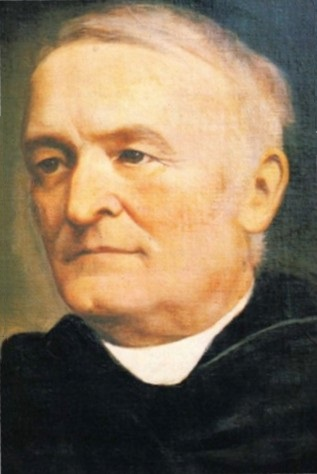
P. Emmanuel d'Alzon

Emmanuel d’Alzon (Le Vigan, Francia, 30 de agosto de 1810 - Nîmes, 21 de noviembre de 1880) fue un eclesiástico francés, fundador de dos congregaciones religiosas.

## Biografía

### Primeros años
Emmanuel d’Alzon nació en una familia aristocrática de Le Vigan en el año 1810. Su formación secundaria se desarrolló en París (Colegios San Luis, luego Stanislas), e inició estudios de Derecho en la facultad del Panteón.
En esos años se relacionó con los intelectuales católicos de la época: Lamennais, Montalembert, Ozanam… interesados todos en reconciliar a la Iglesia con el mundo moderno posrevolucionario.
Renunciando a una carrera jurídica o militar, se orientó hacia el sacerdocio. Ingresó primero en el seminario de Montpellier, pero completó su formación como autodidacta en Roma. Fue ordenado sacerdote el 26 de diciembre de 1834.
De su antiguo maestro Lamennais retuvo algunas lecciones para la vida, en particular la necesidad de que la Iglesia entrara en el movimiento de democratización y de libertad que bullía por entonces en Europa.

### Apóstol y fundador
Puso en marcha numerosas iniciativas pastorales, educativas y sociales en la diócesis de Nîmes, de la que fue vicario general durante casi cuarenta años, desde 1839 a 1878. Declinó repetidamente ser elevado al episcopado.
Su acendrada militancia en pro de la libertad de enseñanza le llevó a crear la Revue de l’Enseignement Chrétien (1851), y fue incluso nombrado miembro del Consejo Superior de la Instrucción Pública.
En 1843 se hizo cargo del Colegio de la Asunción, que poco después sería cuna de la congregación de religiosos que funda en 1845 y a la que da precisamente el nombre de Agustinos de la Asunción, pues para entonces ya había profundizado en San Agustín, y había entablado una estrecha y duradera relación con María Eugenia de Jesús, fundadora de la congregación docente de las Religiosas de la Asunción, dándose entre ambos una fructífera interacción espiritual y apostólica.
La idea clave de su espiritualidad y de su proyecto apostólico es el Reino de Dios. Adveniat Regnum Tuum (Venga tu Reino) es la divisa de la Asunción y el significado del ART, logo de la misma. La suya es una espiritualidad cristológica de alta mar, de hoguera, apasionada; y en clave agustiniana.
Los objetivos apostólicos que d’Alzon señala a sus religiosos Asuncionistas son:
- la educación, para formar cristianos capaces de asumir responsabilidades en la sociedad;
- la prensa, para la creación y difusión de una opinión pública católica con participación de los cristianos en los debates políticos y sociales (funda La Croix Revue, que pronto se convertiría en el actual diario La Croix);
- la animación de peregrinaciones, como manifestación pública de la fe;
- la creación de orfanatos y otras obras sociales;
- la animación de seminarios menores y obras vocacionales;
- el trabajo por la unidad de los cristianos, en particular el diálogo con los Ortodoxos.

Precisamente para sus obras ecuménicas y sociales en el Oriente europeo fundó también la congregación misionera de las Oblatas de la Asunción (1865).
El P. d’Alzon falleció en Nîmes el 21 de noviembre de 1880 (y en 1991 fue declarado «Venerable» por el Papa Juan Pablo II).
Sus hijos Pernet y Picard, en pos de él, fundarán otras congregaciones femeninas con objetivos precisos: Hermanitas de la Asunción para la atención a los estratos sociales más necesitados, y Orantes de la Asunción, la rama contemplativa de lo que había llegado a ser “la Familia de la Asunción”.